# مقبره

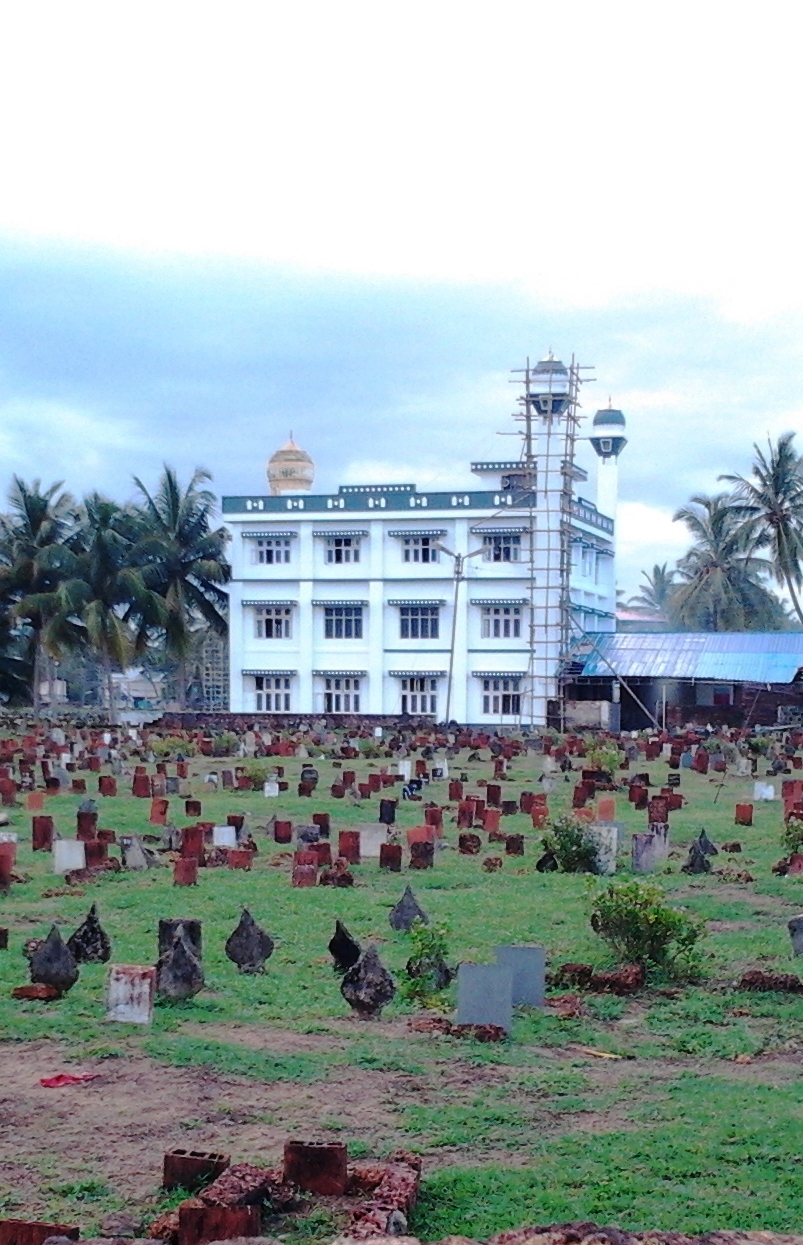
مقبره کنّام در کالیکوت

کلمهٔ عربی مقبره (مقبرة " مقبره جمع: مقابر) از کلمهٔ قبر گرفته شده‌است. مقبره اگرچه به قبور همه مسلمانان گفته می‌شود، اما به‌طور خاص به قبرستان مسلمانان نیز گفته می‌شود. در برخی از فرهنگ‌های اسلامی (به‌ویژه تحت تأثیر هند و پاکستان) به قبور (راولا یا رائوزا) شخصیت‌های مذهبی که زندگی خود را وقف اسلام کرده‌اند، تلاش کرده‌اند تا مسلمان واقعی باشند و دیگران را برای پیروی از اسلام آن‌گونه که تبلیغ می‌شود تربیت کرده‌اند نیز گفته می‌شود. توسط پیامبر اسلام محمد. مقبره در کشورهای آسیایی به درگاه ولی‌الله، صوفیه، شیوخ، امامان، قطب‌ها و خانه‌ها نیز گفته می‌شود. درگاه‌های ولی‌الله بسیاری در سرتاسر هندوستان وجود دارد و مقبره‌های آنها در آنجا یافت می‌شود.

## مقبره مادورای
در مادورای، جنوب تامیل نادو، اصطلاح مقبره معمولاً به درگاه‌های سه قدیس اشاره می‌کند: میر احمد ابراهیم ولی‌الله آل کبیر، میر امجد ابراهیم ولی‌الله صغیر، و سید عبدالسلام ابراهیم سالم ولی‌الله. قبر هر سه شیخ در مسجد بزرگ کازیمار (Periya Pallivasal) در قلب شهر مادورای، پایتخت فرهنگی تامیل نادو در جنوب هند قرار دارد.